# Armand Carlsen

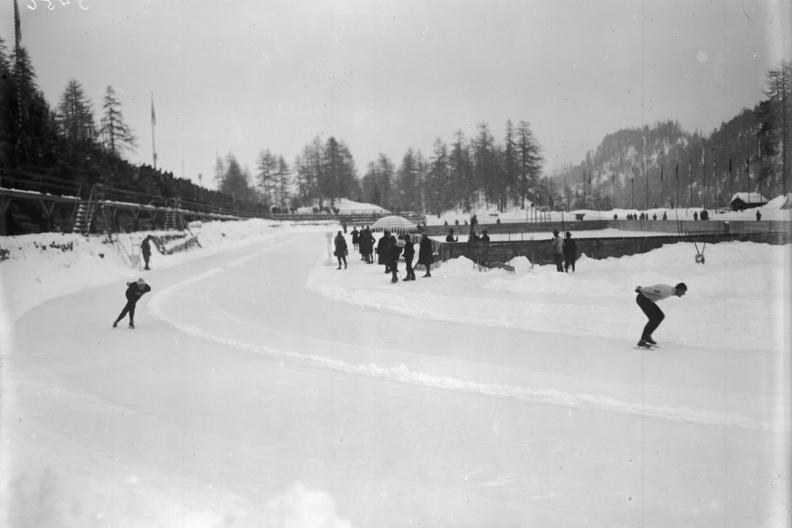
Carlsen (links) schaatst de 5000 meter tegen Erhard Mayke tijdens de Olympische Winterspelen van 1928 in Sankt Moritz

Armand Henning Carlsen (Oslo, 20 oktober 1905 - 8 mei 1969) was een Noors schaatser.
Armand Carlsen behoorde in zijn elf jaar durende internationale schaatscarrière tot de subtop. Alleen bij de WK Allround van 1927 belandde hij op het podium. In Tampere werd hij derde in het klassement door een goed presteren op de twee lange afstanden. Verder eindigde Carlsen tweemaal net naast het podium (WK 1930 en WK 1931) en eindigde hij tweemaal als vijfde in het klassement (EK 1927 en EK 1930). Ook bij zijn enige deelname aan de Olympische Winterspelen, OS 1928, eindigde hij op de 5000 meter als vijfde.
Op de lange afstanden voelde Carlsen zich thuis. Het bewijs hiervoor leverde hij tijdens de WK Allround van 1928 door een wereldrecord te schaatsen op de 10.000 meter.

## Records

### Wereldrecords
| Nr. | Afstand      | Tijd    | Datum           | Baan  |
| --- | ------------ | ------- | --------------- | ----- |
| 1.  | 10.000 meter | 17.17,4 | 5 februari 1928 | Davos |

## Resultaten
| Jaar | EK Allround | WK Allround | Olympische Spelen |
| ---- | ----------- | ----------- | ----------------- |
| 1925 |             | 9e          |                   |
| 1926 |             | 10e         |                   |
| 1927 | 5e          | Brons       |                   |
| 1928 | 7e          | 7e          | 5e 5000m          |
| 1929 |             | 7e          |                   |
| 1930 | 5e          | 4e          |                   |
| 1931 | 7e          | 4e          |                   |
| 1932 |             |             |                   |
| 1933 |             | 9e          |                   |
| 1934 |             | 8e          |                   |
| 1935 | 9e          | 12e         |                   |

### Medaillespiegel
| Kampioenschap | Goud · | Zilver · | Brons · |
| ------------- | ------ | -------- | ------- |
| WK Allround   | 0      | 0        | 1       |